# Samuel d'Aní
Samuel d'Aní o també Samvel Anetxí (en armeni Սամվէլ Անեցի) va ser un monjo i historiador armeni nascut a Aní, a començaments del segle xii i mort cap a l'any 1180).
Samuel és conegut per la Cronografia (taules cronològiques) que va escriure sobre la història d'Armènia que van fins al 1177/1178. Inicia, en forma d'entrades i taules cronològiques, la història universal des de l'època de Noè fins a l'any 626 de l'època armènia, que correspon al 5 de febrer de 1177 o al 6 de febrer de 1178. Els anys armenis no equivalen a anys complerts actuals. La seva obra es basa en autors anteriors, sobretot en Eusebi de Cesarea.
L'obra de Samuel d'Aní va tenir una continuació per part d'un autor anònim, que la va perllongar fins a l'any 789 de l'època armènia (27 de desembre de 1339 / 25 de desembre de 1340).